# Achiet-le-Petit
Achiet-le-Petit är en kommun i departementet Pas-de-Calais i regionen Hauts-de-France i norra Frankrike. Kommunen ligger i kantonen Bapaume som tillhör arrondissementet Arras. År 2022 hade Achiet-le-Petit 311 invånare.

## Befolkningsutveckling
Antalet invånare i kommunen Achiet-le-Petit
| Referens: INSEE |